# Рийхивуори, Хилькка
Хилькка Рийхивуори, урождённая Кунтола (фин. Hilkka Riihivuori; род. 24 декабря 1952, Юрва, Вааса) — финская лыжница, многократная призёрка Олимпийских игр, чемпионка мира, призёрка этапов Кубка мира. Двоюродная сестра известных биатлонистов Эркки Антилы и Кейо Кунтолы.

## Карьера
В Кубке мира Рийхивуори дебютировала в 1982 году, тогда же впервые попала в тройку лучших на этапе Кубка мира. Всего в личных гонках имеет на своём счету 3 попадания в тройку лучших на этапах Кубка мира. Лучшим достижением Рийхивуори в общем итоговом зачёте Кубка мира является 12-е место в сезоне 1981/82.
На Олимпийских играх 1972 года в Саппоро, завоевала серебряную медаль в эстафете, кроме того была 5-й в гонке на 5 км и 8-й в гонке на 10 км.
На Олимпийских играх 1976 года в Инсбруке, вновь завоевала серебряную медаль в эстафете, а также заняла 4-е место в гонке на 5 км и 9-е место в гонке на 10 км.
На Олимпийских играх 1980 года в Лейк-Плэсиде, завоевала две серебряные медали, в гонках на 5 и 10 км, кроме того бала 5-й в эстафете.
На чемпионате мира завоевала одну золотую, три серебряные и две бронзовые медали, наиболее успешно выступила на чемпионате мира-1978 в Лахти, где завоевала три медали, по одной каждого из достоинств.